# Chuyển vị Mumm
Chuyển vị Mumm là một phản ứng hữu cơ và cũng là một phản ứng chuyển vị. Phản ứng này mô tả sự chuyển 1,3(O-N) acyl của một nhóm acyl imidate hoặc isoimide thành imide, được đề xuất năm 1910 bởi Mumm – một nhà hóa học người Đức.
Chuyển vị Mumm được đề cập như một phần của phản ứng Ugi.